# Gorybia montana
Gorybia montana là một loài bọ cánh cứng trong họ Cerambycidae.